# Liste der Monuments historiques in Campbon
Die Liste der Monuments historiques in Campbon führt die Monuments historiques in der französischen Gemeinde Campbon auf.

## Liste der Bauwerke
| Bezeichnung | Beschreibung              | Standort | Kennzeichnung | Schutzstatus | Datum | Bild |
| ----------- | ------------------------- | -------- | ------------- | ------------ | ----- | ---- |
| Burg        | Erbaut im 11. Jahrhundert | (Lage)   | PA00108574    | Inscrit      | 1934  |      |